# Symplocos abietorum
Symplocos abietorum är en tvåhjärtbladig växtart som beskrevs av Paul Carpenter Standley och Steyerm. Symplocos abietorum ingår i släktet Symplocos och familjen Symplocaceae. Inga underarter finns listade i Catalogue of Life.